# Berlandia longipes
Berlandia longipes är en spindelart som beskrevs av Roger de Lessert 1921. Berlandia longipes ingår i släktet Berlandia och familjen jättekrabbspindlar. Inga underarter finns listade.